# حشیش (فیلم ۱۹۷۶)
حشیش (به هندی: Charas) فیلمی محصول سال ۱۹۷۶ و به کارگردانی راماناند ساگر است. در این فیلم بازیگرانی همچون درمندرا، هما مالینی، آجیت خان، امجد خان، آریونا ایرانی، آسرانی، نظیر حسین ایفای نقش کرده‌اند.

## خلاصه داستان
کالیچاران مرد شیاد و خطرناکی است که با سواستفاده از اموال صاحبکارش یک تجارت حشیش به راه انداخته و با مرد مرموزی ملقب به شیخ همکاری میکند.وقتی کالیچاران متوجه میشود که صاحبکارش تصمیم به بازگشت از سفر گرفته، وردست خودش یعنی روبرت را روانه خارج میکند تا صاحبکارش و پسر و دخترش را قتل عام کند.خانه توسط روبرت و افرادش طعمه حریق شده و پدر میمیرد.دختر یعنی مونی توسط روبرت ربوده شده و پسر خانواده یعنی سورج کومار جان سالم بدر میبرد و روبرت تصور میکند که او نیز اسیر مرگ گشته.روبرت مونی را رقاصه یک کلاب میکند و سورج سراغ کالیچاران میرود.کالیچاران به سورج میگوید که پدرش بخاطر قمار و بدهی مجبور شد تمام اموالش را بفروشد و سورج متوجه خیانت و حقه بازی کالیچاران میشود.افراد کالیچاران قصد جان سورج را میکنند و سورج میگریزد.در هنگام تعقیب و گریز وی با دختری بنام سودا آشنا میشود.سودا بازیگر مشهوری است که بخاطر آتویی که کالیچاران از وی دارد مجبور شده در این سوداگری مرگ به او کمک کند.وقتی پلیس شرایط را میبیند به سورج پیشنهاد همکاری میدهد.سورج پس از گذراندن آموزش به نیروهای پلیس ملحق میشود تا بتواند کالیچاران و تجارت حشیش او را قلع و قمع کند و...